# زمان شوریدگی
زمان شوریدگی یک مجموعه تلویزیونی محصول سال ۱۳۷۸ به کارگردانی محمدعلی نجفی،  است که از شبکه یک پخش شد.
یک جوان مسیحی که در سفرش شیفته علی بن ابی‌طالب شده‌است، در دومین سفرش با کشته‌شدن علی بن ابی‌طالب رو به رو می‌شود. جوان مسیحی به قبیله «بنی کنانه» برمی گردد و با شیعیان آنجا همدل می‌شود و در دفاع از شیعیان نیز کشته‌می‌شود. او فرزندی دارد که پس از کشته‌شدن پدر متولد می‌شود و بامادرش در همان قبیله بزرگ می‌گردد. نام پسر «وهب» است و مادرش نیز به «ام وهب» معروف شده‌است. جوانی وهب در روزگاری است که حسین بن علی قیام بزرگ خود را بر ضد یزید بن معاویه آغاز کرده‌است. او و مادرش پس از شنیدن این جریان، به سمت کوفه رفته و به لشکر حسین بن علی  می‌پیوندند. وهب در واقعه کربلا کشته‌می‌شود…

## بازیگران
- حبیب دهقان‌نسب
- پویا امینی
- آیت نجفی
- برزو ارجمند
- بهمن عیوق
- بهناز جعفری
- پروین میکده
- حسین خانی‌بیک
- رضا کیانیان
- سارا نجفی
- سام سرابی
- سهیلا رضوی
- طاهره نیک‌آرا
- عباس غزالی
- علی بی‌غم
- علی نصیریان
- عنایت شفیعی
- فخری سلطانی
- فریبا متخصص
- قاسم پاکرو
- قطب‌الدین صادقی
- محبوبه بیات
- مریلا زارعی
- ملیحه نظری
- مهدی فتحی
- هوشنگ دیبائیان
- یوسف جوکار